# Abbas Suan
Abbas Suan (en árabe: عباس صوان‎, en hebreo: עבאס סואן‎, nacido el 27 de enero de 1976), en ocasiones escrito Suwan o Swan, es un futbolista retirado israelí de origen palestino. Nacido en la localidad de Sajnin, en la Galilea, está considerado como uno de los mejores jugadores palestinos de la historia.

## Carrera deportiva

### Clubes
Abbas Suan se formó en las categorías inferiores del Hapoel Sajnin, uno de los dos clubes de su ciudad natal. En sus comienzos, compaginaba el fútbol con un trabajo en el campo de la construcción para ayudar económicamente a su familia. En la temporada 1996-1997, Suan fichó por el otro equipo de la ciudad, el Bnei Sajnin, club del que acabaría siendo su capitán y jugador insignia. En 2004, Suan capitaneó al Bnei Sajnin en su histórica consecución de la Copa de Israel, en la primera vez en la historia que un club de la minoría palestina de Israel conseguía un título nacional. Dos años después, en la temporada 2006-2007, Suan firmó un contrato de dos años con el Maccabi Haifa, aunque ese mismo verano fichó por el Ironi Kiryat Shmona, recién llegado a la primera división israelí. Finalmente, en la temporada 2009-2010 volvió a jugar en el club más importante de su carrera, el Bnei Sakhnin, en el que se retiraría en la temporada 2010-2011.

### Selección nacional
Suan ha jugado 12 partidos con la selección nacional de Israel, con la que marcó un solo gol. Debutó en 2004, en un partido frente a Croacia en Jerusalén. En 2006, Suan se convirtió en un héroe nacional cuando marcó el gol del empate en el minuto 90 del partido de clasificación para el mundial contra Irlanda.

## Vida personal

### Familia
El padre de Abbas Suan tuvo que huir de sus tierras siendo un niño ante el avance de las tropas israelíes durante la guerra árabe-israelí de 1948. Su familia dejó atrás su casa, sus pertenencias y 175 acres de tierra que le serían expropiadas, y se estableció en Sajnin. Poco después murió su abuelo, dejando a su mujer y ocho hijos trabajando dieciséis horas diarias para sobrevivir. El padre de Abbas todavía guarda los títulos de propiedad de las tierras de las que huyeron durante la guerra.

### En los medios de comunicación
El 29 de agosto de 2005, Suan apareció en un especial de Sports Illustrated sobre las minorías que juegan en la selección de fútbol de Israel. Suan también es uno de los protagonistas del documental "After the Cup: Sons of Sakhnin United", que sigue las vidas de Suan y del resto del equipo tras su histórica victoria en la Copa de Israel.
Aparte de su contrato deportivo, Suan ha tenido muchos otros contratos de patrocinio. Por ejemplo, ha sido el portavoz de Subaru en Israel y ha anunciado marcas como McDonald's o la lotería nacional de Israel.

### Identidad y racismo
Aunque Suan es un devoto musulmán, no tiene ningún problema en su trato diario con la cultura judía en Israel. Sin embargo, como muchos otros israelíes de origen palestino, tiene un sentido de la identidad enfrentado, y una vez afirmó: "soy palestino porque tengo muchos hermanos y primos en países árabes; y soy israelí porque vivo aquí y no salgo de mi tierra." Durante los partidos internacionales que jugó con Israel, Suan fue uno de los dos jugadores de origen palestino que se negaron a cantar el Hatikva, el himno nacional de Israel, porque este canto solo menciona a los judíos.
Suan ha padecido casi a diario el racismo en partidos de fútbol en Israel. El día que debutó con la selección nacional de Israel, fue abucheado e insultado cada vez que tocaba el balón por llevar la camiseta israelí. Tras anotar el gol de la igualada en el partido de clasificación contra Irlanda, en Israel circuló una broma en la que se decía que "por fin un árabe israelí consigue la igualdad en Israel". A la semana siguiente, durante un partido contra el Beitar Jerusalén, los aficionados del Beitar desplegaron una enorme pancarta en la que se podía leer "Suan, tú no nos representas", a la misma vez que coreaban "Odiamos a todos los árabes” y "Suan debería coger cáncer". El Beitar Jerusalén tuvo que pagar una multa más tarde por este comportamiento.

### Opiniones políticas
En 2008, con las elecciones parlamentarias israelíes a la vista, Suan concedió una entrevista al diario israelí Haaretz en la que expresaba sus opiniones políticas. Se postuló en favor del candidato árabe-israelí Ahmad Tibi, criticó a Avigdor Lieberman por pedir la expulsión de los israelíes de origen palestino y habló de la discriminación que sufre la minoría palestina en Israel, tanto en el mundo del deporte como en la vida en general.

## Títulos
- Copa de Israel:
  - Campeón: 2003–04.
- Liga Leumit:
  - Subcampeón: 2002–03.